# Pseudotropheus
Pseudotropheus é um género de peixe da família Cichlidae.
Este género contém as seguintes espécies:
- Pseudotropheus gracilior
- Pseudotropheus macrophthalmus
- Pseudotropheus microstoma
- Pseudotropheus novemfasciatus
- Pseudotropheus tropheops